# Buchnerillo oceanicus
Buchnerillo oceanicus är en kräftdjursart som beskrevs av Franco Ferrara 1974. Buchnerillo oceanicus ingår i släktet Buchnerillo och familjen Buddelundiellidae. Inga underarter finns listade i Catalogue of Life.